# Хнанишо I
Мар Хнанишо I (также Хенанишо I; сир. ܚܢܢܝܫܘܥ ܐ ܚܓܝܪܐ; с сир. «Милость Иисуса»; ум. 698 или 701, Мосул) — католикос-патриарх Церкви Востока с 686 года по 698 год, сирийский христианский писатель. Точные годы патриаршества Мар Хнанишо неизвестны и данные исследователей разнятся. В научной литературе называются периоды от 685/686 до 699/700, от 685 до 692/700, от 658 года до 700 года и от 686 до 698 года. Получил прозвище «хромой» («парализованный») (ḥgirā).

## Биография
Сведений о Хнанишо до его восшествия на патриарший престол крайне мало. По видимому он являлся выпускником Селевкийской богословской школы. После смерти патриарха Йоханнана I он был избран католикосом восточно-сирийской церкви. Бар Эвройо свидетельствует, что когда халиф Абдул Малик спросил его, что он думает об исламе, патриарх ответил, что это религия, установленная мечом, а не вера, подтверждённая чудесами, как христианство и иудаизм. Халиф приказал отрезать ему язык, однако затем передумал и больше не хотел видеть Хнанишо на посту католикоса.
На седьмом году своего патриаршества (692/3) Хнанишо был низложен митрополитом Нисибиса Йоханнаном Прокажённым, который пользовался поддержкой халифа Абдул Малика. Хнанишо удалился в монастырь Ионы вблизи Мосула, где около 699 или 700 года умер от чумы.

## Сочинения
Хнанишо I являлся автором комментария на евангельские чтения всего года, а также проповедей, поучений и посланий. Хнанишо также разработал много юридических документов на тему наследственного и брачного права.